# 10045 Dorarussell
10045 Dorarussell è un asteroide della fascia principale. Scoperto nel 1985, presenta un'orbita caratterizzata da un semiasse maggiore pari a 3,1171293 au e da un'eccentricità di 0,1274777, inclinata di 1,85054° rispetto all'eclittica.
L'asteroide è dedicato alla canadese Dora Russell.